# Élections législatives de 1919 en Guadeloupe
Les élections législatives de 1919 en Guadeloupe ont eu lieu les 30 novembre et 14 décembre dans le département de la Guadeloupe dans le cadre des élections législatives françaises de 1919, sous la IIIe République.

## Mode de scrutin
La Chambre des députés est composée de 613 sièges.
La loi du 12 juillet 1919 instaure un nouveau système électoral, mixte, alliant scrutin proportionnel plurinominal et scrutin majoritaire plurinominal à un tour dans le cadre du département.
Le scrutin uninominal majoritaire à deux tours par arrondissement, en vigueur depuis 1889, est donc abandonné.
L'électeur vote pour des candidats individuels et non pour une liste.
Il peut voter pour autant de candidats qu'il y a de sièges à pourvoir.
Il y a ensuite trois moyens d'être élu :
- les candidats ayant rassemblé une majorité absolue de suffrages exprimés sur leur nom sont élus ;
- les sièges non pourvus sont ensuite répartis à la représentation proportionnelle, au quotient, entre les différentes listes (le score d'une liste étant égal à l'addition des voix recueillies individuellement par les candidats qui y figurent) ;
- les sièges restants sont tous attribués à la liste ayant recueilli le plus de voix ; une fois que le nombre d'élus par liste est connu, les élus au sein de ces listes sont ceux ayant obtenu le plus de voix individuellement.

Le but de ce changement de mode de scrutin est de mettre fin aux fiefs d'hommes politiques et de permettre la formation de majorités politiques plus larges et plus stables, capables de soutenir un gouvernement plus longtemps.
Dans le département de la Guadeloupe, deux députés sont à élire.

## Élus
| Circonscription        | Député sortant        | Parti ou Nuance | Parti ou Nuance | Groupe                 | Député sortant        | Parti ou Nuance | Parti ou Nuance | Groupe                 |
| ---------------------- | --------------------- | --------------- | --------------- | ---------------------- | --------------------- | --------------- | --------------- | ---------------------- |
| Circonscription unique | Gratien Candace       |                 | PRS             | Républicain socialiste | Gratien Candace       |                 | PRS             | Républicain socialiste |
| Circonscription unique | Achille René-Boisneuf |                 | Rad-soc         | Radical socialiste     | Achille René-Boisneuf |                 | Rad-soc         | Radical socialiste     |

## Résultats
| Parti          | Parti       | Candidat                | Premier tour | Premier tour | Ballotage | Ballotage |
| Parti          | Parti       | Candidat                | Voix         | %            | Voix      | %         |
| -------------- | ----------- | ----------------------- | ------------ | ------------ | --------- | --------- |
|                | Rép soc     | Gratien Candace *       | 9 841        |              | 12 944    | 71,92     |
|                | Rad-soc     | Achille René-Boisneuf * | 9 185        |              | 12 714    | 70,64     |
|                | Rad-soc     | Armand Jean-François    | 5 034        |              | 3 574     | 19,86     |
|                | PRS         | Hildevert-Adolphe Lara  | 3 364        |              |           |           |
|                | Soc ind     | Hégésippe Légitimus     | 3 342        |              | 2 165     | 12,03     |
|                | Soc nat     | Joseph Vitalien         | 1 102        |              | 17        | 0,10      |
|                | Soc col     | Gaston Jèze             | 528          |              | 4         | 0,02      |
|                | Soc fr      | Gabriel Franfort        | 338          |              | 2         | 0,01      |
|                | Rad-soc     | Amédée Labique          |              |              | 2 413     | 13,41     |
|                |             |                         |              |              |           |           |
| Inscrits       | Inscrits    | Inscrits                | 48 991       | 100,00       | 49 053    | 100,00    |
| Votants        | Votants     | Votants                 | 18 158       | 37,06        |           |           |
| Abstentions    | Abstentions | Abstentions             | 30 833       | 62,94        |           |           |
| Blancs et nuls |             |                         |              |              |           |           |
| Exprimés       | Exprimés    | Exprimés                |              |              | 17 998    |           |

- Il manque le nombre de suffrages exprimés pour le premier tour, ce qui empêche le calcul des pourcentages. Au second tour manque le nombre exacts des votants, ce qui empêche de calculer la participation.